# فرودگاه بین‌المللی اینکا مانکو کاپاک
فرودگاه بین‌المللی اینکا مانکو کاپاک (به انگلیسی: Inca Manco Cápac International Airport) یک فرودگاه همگانی با کد یاتا JUL است که یک باند فرود آسفالت دارد و طول باند آن ۴۲۰۰ متر است. این فرودگاه در کشور پرو قرار دارد و در ارتفاع ۳۸۲۶ متری از سطح دریا واقع شده‌است.